# Fedotovia
Genre
Fedotovia est un genre d'araignées aranéomorphes de la famille des Gnaphosidae.

## Distribution
Les espèces de ce genre se rencontrent en Mongolie, en Asie centrale, en Iran et en Afghanistan.

## Liste des espèces
Selon World Spider Catalog (version 17.5, 02/11/2016) :
- Fedotovia feti Fomichev & Marusik, 2015
- Fedotovia mikhailovi Fomichev & Marusik, 2015
- Fedotovia mongolica Marusik, 1993
- Fedotovia uzbekistanica Charitonov, 1946

## Publication originale
- Charitonov, 1946 : New forms of spiders of the USSR. Izvestija. Estestvenno-Nauchnogo Obshestva pri Molotovskom Universitete, vol. 12, p. 19-32.